# Horní Bavorsko
Horní Bavorsko (německy Oberbayern) je jeden ze sedmi vládních obvodů (Regierungsbezirk Oberbayern) v Bavorsku (územně shodný okres Horní Bavorsko (Bezirk Oberbayern) je ze správního hlediska odlišná jednotka). Horní Bavorsko leží na jihovýchodě spolkové země Bavorsko a hraničí na jihu a východě s Rakouskem, na severovýchodě s Dolním Bavorskem a Horní Falcí, na severozápadě se Středními Franky (Mittelfranken) a na západě se Švábskem. Největšími městy Horního Bavorska jsou Mnichov, Ingolstadt, Rosenheim a Freising.
Německý výraz Oberbayern se objevil poprvé v roce 1255 při zemském dělení Bavorska. Rozloha byla ovšem původně jiná: Chiemgau a oblast od Bad Reichenhallu patřily tehdy k Dolním Bavorům.
Hranice tohoto území se v průběhu staletí mnohokrát měnily bez ohledu na kmenové nebo jazykové rozhraničení. Navíc neexistuje žádný specifický hornobavorský dialekt.

## Administrativní členění
Správní obvod Horní Bavorsko zahrnuje 3 městské okresy a 20 zemských okresů:

### Městské okresy
1. Mnichov
2. Ingolstadt
3. Rosenheim

### Zemské okresy
1. Altötting (AÖ)
2. Bad Tölz-Wolfratshausen (TÖL)[pozn. 1]
3. Berchtesgadensko (Berchtesgadener Land; BGL)[pozn. 2]
4. Dachau (DAH)
5. Ebersberg (EBE)
6. Eichstätt (EI)
7. Erding (ED)
8. Freising (FS)
9. Fürstenfeldbruck (FFB)
10. Garmisch-Partenkirchen (GAP)
11. Landsberg am Lech (LL)
12. Miesbach (MB)
13. Mnichov (München; M)
14. Mühldorf am Inn (MÜ)
15. Neuburg-Schrobenhausen (ND)[pozn. 3]
16. Pfaffenhofen an der Ilm (PAF)
17. Rosenheim (RO)
18. Starnberg (STA)
19. Traunstein (TS)
20. Weilheim-Schongau (WM)[pozn. 4]